# João Monteiro
João Monteiro (* 29. August 1983 in Guarda) ist ein portugiesischer Tischtennis-Nationalspieler. Er wurde 2014 Europameister im Team, 2015 im Doppel mit Stefan Fegerl und 2016 im Mixed mit seiner Frau Daniela Dodean. 2019 gewann er WM-Bronze im Doppel mit Tiago Apolónia.

## Werdegang
2000 nahm Monteiro zum ersten Mal an einer Weltmeisterschaft teil und kam mit der Mannschaft auf Platz 59. Bei der WM 2001 spielte er auch in den Individualwettbewerben, ab 2002 auf der Pro Tour. Die erste Medaillenplatzierung erreichte er dort 2005 bei den Chile Open, als er im Doppel mit dem Südkoreaner Cho Eon-rae ins Halbfinale kam. Die Brazilian Open 2006 konnte er zusammen mit Tiago Apolónia gewinnen, im Einzel erreichte er bei den Chile Open 2006 das Halbfinale. 2007 stieß er als erster Portugiese in die Top 100 der Weltrangliste vor, aus denen er seitdem nur im November 2007 für einen Monat herausfiel. Im Jahr darauf qualifizierte sich Monteiro für die Teilnahme an den Olympischen Spielen, schied dort aber in der ersten Runde gegen den Nigerianer Segun Toriola aus. Das portugiesische Team erreichte nach kontinuierlichen Verbesserungen bei der WM 2008 Platz 27 und konnte somit ab der folgenden Team-Weltmeisterschaft in der Championship Division starten.
Im Doppel mit Tiago Apolónia konnte sich Monteiro 2011 für die Pro Tour Grand Finals qualifizieren, wo sie aber bereits im Viertelfinale ausschieden. 2012 nahm er erneut an den Olympischen Spielen teil, gegen William Henzell verlor er im Einzel aber erneut sein erstes Spiel, während er mit dem Team das Viertelfinale erreichte. Bei der WM 2012 kam das Team Portugals in die Hauptrunde und belegte am Ende Platz 11.
Mehrere internationale Erfolge konnte Monteiro ab 2013 feiern. In diesem Jahr holte er mit Apolónia EM-Bronze im Doppel, 2014 gewann er mit dem portugiesischen Team die Europameisterschaft durch einen 3:1-Finalsieg über den Favoriten und Titelverteidiger Deutschland. 2015 erreichte er mit Rang 29 seine bisher beste Platzierung in der Weltrangliste, kam bei der Weltmeisterschaft im Einzel unter die letzten 32 sowie im Doppel ins Achtelfinale, siegte mit dem Team bei den Europaspielen und gewann bei der Europameisterschaft Gold im Doppel mit dem Österreicher Stefan Fegerl. 2016 konnte er erstmals am Europe Top-16 teilnehmen. Dort schlug er in der Gruppenphase unter anderem Dimitrij Ovtcharov, verlor dann aber das Finale gegen ihn. Dieser zweite Platz ermöglichte Monteiro seine erste World-Cup-Teilnahme, wo er das Achtelfinale erreichte. Bei der Team-Weltmeisterschaft 2016 erreichte Portugal zum zweiten Mal in Folge das Viertelfinale. Im Oktober gewann Monteiro zudem bei der Europameisterschaft Gold im Mixed mit seiner Frau Daniela Dodean – das dritte EM-Gold und die vierte EM-Medaille in Folge. Bei der Team-EM 2017 holte er mit Portugal Silber.
2024 in Rom nahm er erstmals an einer Senioren-Weltmeisterschaft teil und sicherte sich den Weltmeistertitel in der Einzelkonkurrenz der Senioren 40.

## Vereine
João Monteiro wurde fünfmal in Folge portugiesischer Meister im Einzel, sein Verein Deportivo Sau Roque gehörte zu den besten Teams in Portugal. 2006 wechselte er nach Deutschland zum Bundesligisten TTF Liebherr Ochsenhausen, wo er drei Jahre blieb. Danach ging er nach Italien zu Sterilgarda TT Castelgoffredo. Ab der Saison 2011/12 spielte er beim 1. FC Saarbrücken-Tischtennis, 2013 wurde er vom russischen Klub UMMC Verkhnaya Pyshma verpflichtet. Seit der Saison 2015/16 spielte er für Chartres ASTT. Zur Saison 2017/18 wechselte er nach Portugal zu Sporting Lissabon.

## Turnierergebnisse
| Verband | Veranstaltung              | Jahr | Ort              | Land | Einzel         | Doppel        | Mixed      | Team          |
| ------- | -------------------------- | ---- | ---------------- | ---- | -------------- | ------------- | ---------- | ------------- |
| POR     | Senioren-Weltmeisterschaft | 2024 | Rom              | ITA  | Gold (Sen. 40) |               |            |               |
| POR     | Europameisterschaft        | 2023 | Malmö            | SWE  |                |               |            | Halbfinale    |
| POR     | Europameisterschaft        | 2022 | München          | GER  | letzte 64      |               |            |               |
| POR     | Europameisterschaft        | 2021 | Cluj-Napoca      | ROU  |                |               |            | 9.–16. Platz  |
| POR     | Europameisterschaft        | 2020 | Warschau         | POL  | letzte 32      | Halbfinale    |            |               |
| POR     | Europameisterschaft        | 2019 | Nantes           | FRA  |                |               |            | Silber        |
| POR     | Europameisterschaft        | 2017 | Luxemburg        | LUX  |                |               |            | Silber        |
| POR     | Europameisterschaft        | 2016 | Budapest         | HUN  | Achtelfinale   | Viertelfinale | Gold       |               |
| POR     | Europameisterschaft        | 2015 | Jekaterinburg    | RUS  | letzte 32      | Gold          |            | 6             |
| POR     | Europameisterschaft        | 2014 | Lissabon         | POR  |                |               |            | Gold          |
| POR     | Europameisterschaft        | 2013 | Schwechat        | AUT  | letzte 64      | Halbfinale    |            | 7             |
| POR     | Europameisterschaft        | 2012 | Herning          | DEN  | Viertelfinale  | Viertelfinale |            |               |
| POR     | Europameisterschaft        | 2011 | Danzig           | POL  | letzte 32      |               |            | Halbfinale    |
| POR     | Europameisterschaft        | 2010 | Ostrava          | CZE  | letzte 32      | Achtelfinale  |            | 11            |
| POR     | Europameisterschaft        | 2009 | Stuttgart        | GER  | Achtelfinale   | Achtelfinale  |            | 17            |
| POR     | Europameisterschaft        | 2008 | Sankt Petersburg | RUS  | Viertelfinale  | letzte 64     |            | 15            |
| POR     | Europe Top-16              | 2017 | Antibes          | FRA  | 13.–16. Platz  |               |            |               |
| POR     | Europe Top-16              | 2016 | Gondomar         | POR  | Silber         |               |            |               |
| POR     | ITTF Pro Tour              | 2011 | Rio de Janeiro   | BRA  | Viertelfinale  | Silber        |            |               |
| POR     | ITTF Pro Tour              | 2011 | Dortmund         | GER  |                | Halbfinale    |            |               |
| POR     | ITTF Pro Tour              | 2010 | Warschau         | POL  | letzte 64      | Halbfinale    |            |               |
| POR     | ITTF Pro Tour              | 2009 | Wakayama         | JPN  | letzte 32      | Halbfinale    |            |               |
| POR     | ITTF Pro Tour              | 2008 | Warschau         | POL  | letzte 32      | Halbfinale    |            |               |
| POR     | ITTF Pro Tour              | 2008 | Velenje          | SVN  | Halbfinale     |               |            |               |
| POR     | ITTF Pro Tour              | 2007 | Santiago         | CHI  | Achtelfinale   | Halbfinale    |            |               |
| POR     | ITTF Pro Tour              | 2006 | Santiago         | CHI  | Halbfinale     | Viertelfinale |            |               |
| POR     | ITTF Pro Tour              | 2006 | Sao Paulo        | BRA  | Achtelfinale   | Gold          |            |               |
| POR     | ITTF Pro Tour              | 2005 | Santiago         | CHI  | Achtelfinale   | Halbfinale    |            |               |
| POR     | ITTF Pro Tour Grand Finals | 2015 | Lissabon         | POR  |                | Silber        |            |               |
| POR     | ITTF Pro Tour Grand Finals | 2011 | London           | ENG  |                | Viertelfinale |            |               |
| POR     | Olympische Spiele          | 2021 | Tokio            | POR  |                |               |            | Achtelfinale  |
| POR     | Olympische Spiele          | 2016 | Rio de Janeiro   | POR  |                |               |            | Achtelfinale  |
| POR     | Olympische Spiele          | 2012 | London           | ENG  | letzte 64      |               |            | Viertelfinale |
| POR     | Olympische Spiele          | 2008 | Peking           | CHN  | letzte 128     |               |            |               |
| POR     | Weltmeisterschaft          | 2023 | Durban           | RSA  | letzte 128     |               |            |               |
| POR     | Weltmeisterschaft          | 2022 | Chengdu          | CHN  |                |               |            | Viertelfinale |
| POR     | Weltmeisterschaft          | 2021 | Houston          | USA  | letzte 64      | letzte 32     |            |               |
| POR     | Weltmeisterschaft          | 2019 | Budapest         | HUN  | letzte 64      | Halbfinale    |            |               |
| POR     | Weltmeisterschaft          | 2018 | Halmstad         | SWE  |                |               |            | 9.–12. Platz  |
| POR     | Weltmeisterschaft          | 2017 | Düsseldorf       | GER  | letzte 64      | letzte 64     |            |               |
| POR     | Weltmeisterschaft          | 2016 | Kuala Lumpur     | MAS  |                |               |            | Viertelfinale |
| POR     | Weltmeisterschaft          | 2015 | Suzhou           | CHN  | letzte 32      | Achtelfinale  |            |               |
| POR     | Weltmeisterschaft          | 2014 | Tokio            | JPN  |                |               |            | Viertelfinale |
| POR     | Weltmeisterschaft          | 2013 | Paris            | FRA  | letzte 64      | Achtelfinale  |            |               |
| POR     | Weltmeisterschaft          | 2012 | Dortmund         | GER  |                |               |            | 11            |
| POR     | Weltmeisterschaft          | 2011 | Rotterdam        | NED  | letzte 128     | letzte 32     |            |               |
| POR     | Weltmeisterschaft          | 2010 | Moskau           | RUS  |                |               |            | 14            |
| POR     | Weltmeisterschaft          | 2009 | Yokohama         | JPN  | letzte 64      | letzte 32     |            |               |
| POR     | Weltmeisterschaft          | 2008 | Guangzhou        | CHN  |                |               |            | 27            |
| POR     | Weltmeisterschaft          | 2007 | Zagreb           | CRO  | letzte 128     | Qual.         | letzte 128 |               |
| POR     | Weltmeisterschaft          | 2006 | Bremen           | GER  |                |               |            | 31            |
| POR     | Weltmeisterschaft          | 2005 | Shanghai         | CHN  | letzte 128     | Qual.         | letzte 128 |               |
| POR     | Weltmeisterschaft          | 2004 | Doha             | QAT  |                |               |            | 34            |
| POR     | Weltmeisterschaft          | 2003 | Paris            | FRA  | letzte 128     | letzte 64     | Qual.      |               |
| POR     | Weltmeisterschaft          | 2001 | Osaka            | JPN  | Qual.          | letzte 64     | dnp        | 49            |
| POR     | Weltmeisterschaft          | 2000 | Kuala Lumpur     | MAS  |                |               |            | 59            |
| POR     | World Cup                  | 2016 | Saarbrücken      | GER  | Achtelfinale   |               |            |               |

## Privates
Im Juli 2013 heiratete er die rumänische Tischtennisspielerin Daniela Dodean, mit der er seit 2015 eine Tochter hat.